# Робби (фильм)
«Робби» — семейный фильм снятый в 1968 году, был написан и снят Ральфом К. Блюмке. Это актуальный пересказ романа Даниэля Дефо «Робинзон Крузо», в котором главные герои изображены детьми. В фильме затронуто большое множество различных тем, включая дружбу, тоску по дому, расовую слепоту и натуризм .

## Сюжет
Фильм начинается со спасательной шлюпки, выброшенной на берег тропического острова. В спасательной шлюпке находится девятилетний Робби. Робби исследует остров, но не находит следов других людей. Он падает в лагуну и чуть не тонет, но его спасает голый черный местный мальчик, с которым Робби дружит и называет Пятницу. Робби расспрашивает Пятницу о его голом состоянии и отсутствии стыда, но вскоре становится совершенно ясно, что Пятница не понимает по-английски.
Вскоре сам Робби бросает свою одежду, и двое друзей бегают по острову обнаженными и свободными без присмотра взрослых. Робби учит Пятницу говорить по-английски, а Пятница, в свою очередь, учит Робби плавать. Вместе два мальчика выживают на острове, полагаясь только друг на друга. Они строят убежище и ловят рыбу для пропитания. Они сталкиваются с угрозами ядовитых змей и каннибалов, доказательства которых они находят в виде человеческих останков, а также с незнакомцем, таинственным образом появившимся однажды ночью на их острове.
Незнакомец, который позже представляется Хэнк, будит мальчиков посреди ночи, бессвязно болтая в пьяном угаре со своим воображаемым другом Фицгиббонсом. Мальчики, спящие в обнаженном виде, к которому они привыкли, покидают свою импровизированную хижину для расследования. Робби, думая, что это, возможно, его отец пришел спасти его, надевает свои уже рваные джинсовые шорты . Пятница не видит необходимости одеваться, полагая, что голоса принадлежат каннибалам с соседнего острова. Мальчики приходят на пляж и обнаруживают, что Хэнк потерял сознание, и тащат его обратно в свою хижину.
На следующий день Хэнк просыпается и исследует свое окружение. Он находит футболку Робби и рваные шорты, небрежно разбросанные по пляжу возле хижины, и слышит детский смех вдалеке. Он следует на звук смеха в лагуну, где обнаруживает Робби и Пятницу, занимающихся подводной охотой в обнаженном виде. Хэнк представляется мальчикам, которые, в свою очередь, делятся своей рыбой и показывают ему свой остров. Мальчики остаются голыми в присутствии гостя, но ничуть не смущаются и не стыдятся того, что взрослый видит их голыми, и Хэнк не делает им за это выговор. Он даже присоединяется к ним , купаясь нагишом в океане.
Робби спрашивает Хэнка, знает ли он своего отца. Хэнк говорит ему, что нет, но что он знаком с работами своего отца, хотя совершенно ясно, что он что-то скрывает. Позже Хэнк рассказывает, что читал в газете об отце Робби, что он и мать Робби погибли в море, и что Робби был единственным, кто выжил после кораблекрушения. Робби и Пятница одеваются, и Хэнк отвозит их обоих домой на своей парусной лодке, чтобы жить с богатой тетей Робби.
Вернувшись в цивилизацию, Робби и Пятница слушают морскую раковину, которая напоминает им об океане, вызывая приятные воспоминания о беге голышом по пляжу, игре в ковбоев и индейцев и купании нагишом в прибое.

## В ролях
- Уоррен Раум — Робби
- Рип Сиани — Пятница
- Джон Гарсес — Хартон Крэндалл
- Рита Эллиот — Джанет Вудрафф
- Ральф Блюмке — шофёр

## Производство
Сценарист и режиссер Ральф С. Блюмке изначально задумал пересказать классическую историю о Робинзоне Крузо с детьми в качестве главных героев, работая в банке в 1960 году , за семь лет до начала съемок.
Выбирая главных актеров, Блюмке сначала выбрал десятилетнего Рипа Сиани на роль Пятницы. К тому времени Рип был уже опытным детским актером, выросшим в семье шоу-бизнеса и с раннего детства появлявшимся в телевизионных рекламных роликах. Кастинг на роль Робби был более сложным. Посмотрев десятки детей-актеров, Блюмке наконец остановился на девятилетнем Уоррене Рауме. Для роли волосы Уоррена были обесцвечены до платинового блонда, чтобы символизировать невинность юности, а также чтобы еще больше контрастировать с темными волосами и цветом лица Рипа.
Фильм снимался на острове Вьекес в Пуэрто-Рико, на том же острове, где пять лет назад снимали «Повелителя мух» . Между прочим, оба фильма о детях, выброшенных на необитаемый остров.

### Нагота
Учитывая характер и место действия сценария, сценарист и режиссер Ральф С. Блюмке с самого начала знал, что в фильме потребуется определенное количество обнаженных тел, чтобы придать ему ощущение реализма и достоверности. Уоррен Раум (9 лет) и Рип Сиани (10 лет), сыгравшие Робби и Фрайдей соответственно, были первыми кандидатами Блюмке на главные роли. К счастью для него, и дети-актеры, и их родители были согласны с наготой в сценарии.
Когда кинематографист Эл Мозелл спросил Блюмке, как далеко он хочет зайти, показывая обнаженные тела актеров, Блюмке сказал ему просто снимать мальчиков, как если бы они были полностью одеты. Мозелл неохотно согласился, сказав: «Хорошо, но нагота — нет-нет».
Блюмке в то время считал, что нагота, изображенная в фильме, будет считаться естественной и невинной, учитывая фон истории и учитывая, что задействованные актеры были мальчиками препубертатного возраста . В то время было гораздо более приемлемо показывать в фильмах детскую наготу, чем взрослую, поскольку это считалось полезным и несексуальным. В качестве примера он привел «Повелителя мух» — фильм, в котором также были изображены обнаженные мальчики в аналогичной обстановке, некоторые из которых были даже старше Раума и Сиани. Тем не менее, «Повелитель мух» изображал в основном случайную наготу сзади, в то время как Робби включал длинные кадры полной фронтальной наготы обоих мальчиков. В результате фильм не получил широкого распространения, поскольку потенциальные дистрибьюторы опасались обширных обнаженных сцен.
Когда пришло время снять штаны и нижнее белье, вскоре выяснилось, что у Уоррена была резкая линия загара в форме его шорт, из-за чего его ягодицы и пенис были бледно-белыми, что резко контрастировало с его бронзовым цветом лица. Линия загара Рипа, хотя и присутствовала, была менее заметной из-за его естественно более темного цвета лица. Следовательно, в первый день съемок своих обнаженных сцен и Уоррен, и Рип получили сильный солнечный ожог ягодиц, поскольку эти чувствительные области не привыкли к длительному воздействию солнца. В результате съемки пришлось ненадолго отложить, пока актеры не выздоровели. Однако к моменту окончания съемок у обоих мальчиков появился темный загар всего тела.
До начала съемок никто из актеров и съемочной группы не был нудистом. Однако, поскольку многие из их сцен были сняты обнаженными, Уоррен Раум и Рип Сиани быстро привыкли сниматься обнаженными, если только это не требовалось для конкретной сцены. В результате остальные актеры и съемочная группа вскоре привыкли видеть двух мальчиков, бродящих по съемочной площадке совершенно голыми, даже когда они не снимались. В конце концов к ним присоединилась большая часть съемочной группы, время от времени купающейся нагишом с актерами во время обеденных перерывов и простоев.

### Возможная удаленная или потерянная концовка
Согласно Каталогу художественных фильмов AFI, был ранний тираж фильма, который длился 91 минуту  и содержал дополнительные сцены, а также драматический финал, который должен был произойти сразу после того, как Хартон Крэндалл забрал Робби и Пятницу обратно в цивилизацию. В кадрах участвовали персонажи тети Робби, Джанет Вудрафф (Рита Эллиот), у которой нет разговорного диалога в окончательной версии фильма, и ее мужа Ллойда Вудраффа (Джон Гарсес).
</br>Оригинальная концовка описывается следующим образом:
</br>«На следующий день Крэндалл, писатель, узнает Робби по газетным фотографиям. Он сообщает Робби, что его богатые тетя и дядя, Джанет и Ллойд Вудрафф, предложили вознаграждение за информацию о мальчике, и забирает Робби, а также Пятницу обратно в Штаты на его дырявой лодке. Прибыв в поместье тети, Крэндалл восторженно говорит о мальчиках тете, которая уверяет его, что мальчикам будет разрешено остаться вместе. Но когда дядя Робби, охотник за состоянием, приходит домой и видит ситуацию, он уговаривает жену устроить Пятницу в агентство по усыновлению. Там, рассуждает Ллойд Вудрафф, его может усыновить черная семья. Избавившись таким образом, Пятница больше не будет угрожать социальному положению Вудраффов. Когда на пятницу приходит человек из приюта, Робби отчаянно, но безуспешно пытается помешать ему забрать своего друга. Озадаченный тем, почему он и Пятница не могут остаться вместе, Робби со слезами на глазах наблюдает, как Пятницу уводят  .
</br>Неизвестно, были ли эти кадры вырезаны из окончательной версии перед премьерой фильма или они были утеряны до того, как фильм был выпущен на домашнем видео компанией Award Films International в 1983 году, поскольку его текущая продолжительность составляет 60 минут.

## Премьера

### Выпуск
Фильму не удалось обеспечить широкое распространение, отчасти потому, что потенциальные дистрибьюторы опасались обширной наготы, показанной в фильме. Неустрашимые продюсеры собрали достаточно капитала, чтобы сами выпустить фильм, выступая в качестве собственного дистрибьютора. В августе 1968 года у него были ограниченные показы на Бродвее в Нью-Йорке 
Фильм был выпущен на видеокассете в 1983 году компанией Award Films International. Впоследствии также был выпущен DVD-диск Region Free с бонусными материалами, включая оригинальный трейлер фильма, закулисную фотогалерею, цитаты из прессы, иллюстрированную книгу Робби и текст, написанный писателем и режиссером Ральфом К. Блюмке. Обе версии для VHS и DVD содержат новую музыку, приписываемую композитору Кристоферу Янгу, заменяющую оригинальную музыку к фильму, написанную Джоном Рэндольфом Итоном.

### Отзывы критиков
После первого выпуска Робби получил положительные отзывы критиков. Боб Салмаджи из WINS, Нью-Йорк, назвал фильм «Очарованием! ... трогательным шедевром». Ховард Томпсон из The New York Times назвал это «изящной маленькой драмой, целеустремленной по содержанию, проницательной по тону». Com-Collegiate News назвал Робби «одним из лучших фильмов года! ... вдумчивая, художественная притча, трогательная и вневременная».
Кроме того, оба актера, Раум и Сиани, получили похвалу за свою игру в фильме. Variety заявила, что «Уоррен Раум в роли Робби и Рип Сиани в роли Пятницы могут посрамить не по годам развитым голливудским детям-актерам!» Com-Collegiate News сообщила: «Робби очень хорошо играет молодой Уоррен Раум, а Рип Сиани демонстрирует одни из лучших игр, которые ребенок когда-либо играл на экране!» Боб Салмаджи назвал Уоррена Раума «немного очаровательным в роли Робби, а Рипа Сиани… абсолютно идеальным в роли Пятницы».

## Книжная адаптация
После выхода фильма сценарист и режиссер Ральф К. Блюмке адаптировал Робби для детской книги, проиллюстрированной скриншотами из фильма. Весь текст книги вместе с иллюстрациями включен в качестве бонуса в выпуск DVD от Award Films International.

## Смотрите также
- Список американских фильмов 1968 года

## Рекомендации
1. ↑  Robby (1968). theskykid.com. Дата обращения: 5 апреля 2022. Архивировано из оригинала 25 января 2010 года.
2. 1 2 3 4 5  Robby. republished online at fkk-museum.de. Архивировано 4 сентября 2017. Дата обращения: 5 апреля 2022.
3. 1 2 3 4  Robby. republished online at fkk-museum.de. p. 2. Архивировано 4 сентября 2017. Дата обращения: 5 апреля 2022.
4. ↑  Robby (1968). IMDb. Дата обращения: 21 июня 2023. Архивировано 24 июня 2023 года.
5. 1 2 3 4  Robby (1968) - Trivia. IMDb. Архивировано 5 июня 2023 года.
6. ↑  Robby. republished online at fkk-museum.de. p. 3. Архивировано 4 сентября 2017. Дата обращения: 5 апреля 2022.
7. ↑  Robby (1968) - Details. AFI Catalog of Feature Films. Дата обращения: 21 июня 2023. Архивировано 21 июня 2023 года.
8. ↑  Robby (1968) Synopsis. AFI Catalog of Feature Films. Дата обращения: 21 июня 2023. Архивировано 21 июня 2023 года.
9. ↑  Robby (1968) - IMDb. IMDb. Дата обращения: 21 июня 2023. Архивировано 21 июня 2023 года.
10. 1 2  Robby. amazon.com. Архивировано 4 августа 2013 года.
11. ↑  Awards Films Presents Robby (promotional material). republished online at michis-seiten.de. Дата обращения: 5 апреля 2022. Архивировано из оригинала 28 августа 2013 года.